# Sárgahasú bülbül
A sárgahasú bülbül (Chlorocichla flaviventris) a madarak osztályának verébalakúak (Passeriformes) rendjébe és a bülbülfélék (Pycnonotidae) tartozó családja tartozó faj.

## Rendszerezése
A fajt Andrew Smith skót ornitológus írta le 1834-ben, a Trichophorus nembe Trichophorus flaviventris néven.

## Alfajai
- Chlorocichla flaviventris centralis (Reichenow, 1887) – dél-Szomáliától és délközép- valamint nyugat-Kenyától kelet-Tanzániáig és északkelet-Mozambikig;
- Chlorocichla flaviventris occidentalis (Sharpe, 1882) – északnyugat-Angolától délkelet-Kongói Demokratikus Köztársaságig, nyugat-Tanzániáig, északnyugat-Namíbiáig, észak- és kelet-Botswanáig, észak-Dél-afrikai Köztársaságig és délközép-Mozambikig;
- Chlorocichla flaviventris flaviventris (A. Smith, 1834) – dél-Mozambik partvidékétől kelet-Dél-afrikai Köztársaságig.

## Előfordulása
Angola, Botswana, a Dél-afrikai Köztársaság, a Kongói Demokratikus Köztársaság, Kenya, Malawi, Mozambik, Namíbia, Szomália, Tanzánia, Zambia és Zimbabwe területén honos, szórványosan Szváziföldön is megtalálható. 
Természetes élőhelyei a szubtrópusi vagy trópusi síkvidéki esőerdők, száraz erdők, szavannák és cserjések, valamint vidéki kertek. Állandó, nem vonuló faj.

## Megjelenése
Testhossza 22 centiméter.

## Életmódja
Gyümölcsökkel táplálkozik, de fogyaszt bogyókat, magvakat, virágokat és rovarokat is.

## Természetvédelmi helyzete
Az elterjedési területe rendkívül nagy, egyedszáma pedig stabil. A Természetvédelmi Világszövetség Vörös listáján nem fenyegetett fajként szerepel.